# Hani Al-Khasawneh
Hani Al-Khasawneh (in arabo هاني الخصاونة‎?; Irbid, 1939) è un funzionario e politico giordano, ex presidente della fratellanza giordano-siriana ed ex ministro dell'informazione e della gioventù nel Regno Hashemita di Giordania. Suo figlio Bisher è consigliere della corona hascemita.

## Biografia
Nato nel villaggio di Edon vicino a Irbid nel 1939. Ha completato gli studi al liceo presso al-Hussein Engineering College di Amman prima di iscriversi all'Università del Cairo per studiare legge, dove si è laureato nel 1962. In seguito ha conseguito il Master in Scienze Politiche a New York, e nel 1976 ha ricevuto il dottorato presso l'Università di Bucarest in Diritto Internazionale quando era ambasciatore. Ha due figli, Muhammad e Bisher. Walhani in seguito si sposò e Dan diede alla luce loro, e Bishr.

### Attività politica
Hani Al-Khasawneh è stato nominato Ministro della Gioventù durante il governo di Ahmad Obeidat nel 1984 e poi Ministro dell'Informazione durante il governo di Zaid Al-Rifai nel 1988. Ha trascorso diversi anni come ambasciatore in diverse capitali. Ha lavorato a Bucarest, Helsinki, Berlino, Mosca e Parigi. Successivamente è stato eletto segretario generale del Consiglio dell'Unità Economica Araba e ha rappresentato la Giordania nell'UNESCO. Hani Al-Khasawneh è stato nominato presidente della Confraternita giordano-siriana nel settembre 2010 per due anni.